# Narusawa-hyōketsu
Narusawa-hyōketsu (鳴沢氷穴, « trou de glace de Narusawa ») est une glacière naturelle située dans la forêt d'Aokigahara à Narusawa, préfecture de Yamanashi au Japon. Il s'agit d'un tunnel de lave formé lors de l'éruption du mont Fuji en 864.

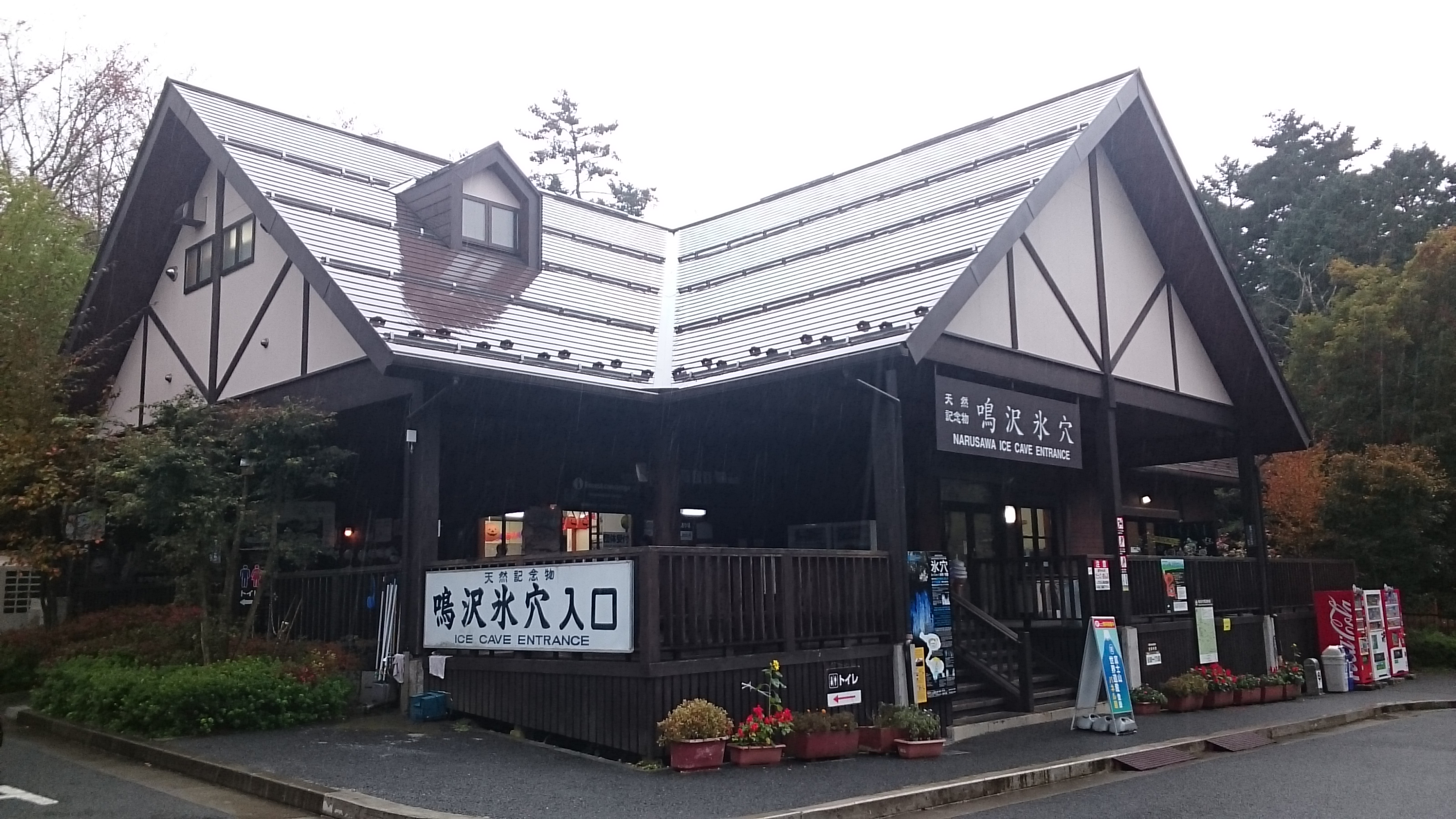
Entrée de la glacière.

La grotte, dont le fond se trouve à 21 m de profondeur, fait 153 m de long. Comme il y fait toujours frais, la glace y était stockée à l'époque d'Edo pour être utilisée comme cadeau. Au cours de l'ère Taishō, la grotte a servi d’entrepôt de glace, en particulier pour certains traitements médicaux.
Le 17 décembre 1929, le Mombu-shō désigne la cavité monument naturel du Japon.